# 卡尔达斯-德马拉韦利亚
卡尔达斯-德马拉韦利亚，是西班牙加泰罗尼亚赫罗纳省的一个市镇。总面积57平方公里，总人口4225人（2001年），人口密度74人/平方公里。